# تونی ترلازو
تونی ترلازو (انگلیسی: Tony Terlazzo؛ ۲۸ ژوئیه ۱۹۱۱ – ۲۶ مارس ۱۹۶۶) وزنه‌بردار اهل ایالات متحده آمریکا بود.
وی در مسابقات کشوری و بین‌المللی در مجموع برندهٔ ۳ مدال طلا، ۱ مدال برنز شده‌است.